# 6508 Rolčík
6508 Rolčík este un asteroid din centura principală de asteroizi.

## Descriere
6508 Rolčík este un asteroid din centura principală de asteroizi. A fost descoperit pe 22 august 1982 la Observatorul Kleť de Antonín Mrkos. Asteroidul prezintă o orbită caracterizată de o semiaxă mare de 2,71 UA, une excentricité de 0,21 și o înclinație de 6,2° în raport cu ecliptica.